# باب پتیت
باب پتیت (انگلیسی: Bob Pettit؛ زادهٔ ۱۲ دسامبر ۱۹۳۲) یک بازیکن بسکتبال اهل ایالات متحده آمریکا است.